# Politieke crisis Curaçao
De politieke crisis in Curaçao draaide om de integriteit van enkele ministers uit het kabinet-Schotte, onder wie minister Abdul Nasser El Hakim van Economische Zaken en Ontwikkeling, minister George Jamaloodin van Financiën en premier Schotte, die allemaal lid van de partij Movementu Futuro Korsou (MFK) zijn. 
De crisis begon in 2010 tijdens de ontmanteling van de Nederlandse Antillen, toen de regering van de Nederlandse Antillen haar bevoegdheden en ambtenaren overdroeg aan het eilandgebied van Curaçao. In 2011 vroeg premier Schotte de Rijksministerraad om een onderzoek te starten naar deze crisis en de beschuldigingen van corruptie, die door directeur Emsley Tromp van de Centrale Bank van Curaçao en Sint Maarten werden gedaan aan het adres van het kabinet-Schotte. De regeringscoalitie, die een meerderheid had in de Staten van Curaçao, weigerde echter iets met de uitkomsten van het onderzoek te doen.
De screeningsaffaire, de Trompgate en de affaire-Monk maken deel uit van deze politieke crisis.

## Aanleiding
Op 10 oktober 2010 werden de Nederlandse Antillen als autonoom land binnen het Koninkrijk der Nederlanden opgeheven. Hierbij werden de bevoegdheden en ambtenaren van de regering van de Nederlandse Antillen en het eilandgebied van Curaçao overgedragen aan het nieuwe land Curaçao. Wegens staatkundige principes kon de eilandsraad niet anders dan abrupt de bevoegdheden overnemen van de Antilliaanse regering, omdat het eilandgebied dan belangrijker zou (kunnen) zijn dan het land. Ook waren landsambtenaren nog bevoegd voor zaken op de andere eilanden en het was staatkundig onmogelijk en onwenselijk dat het eilandgebied Curaçao macht zou krijgen over de overige eilandgebieden. Om deze reden trad premier De Jongh-Elhage van de Nederlandse Antillen staatsrechtelijk af in de laatste minuut van 9 oktober 2010 (een minuut later zouden de Nederlandse Antillen immers niet meer bestaan), terwijl pas om 11:00 uur de volgende ochtend (op 10 oktober) Gerrit Schotte werd benoemd als premier van Curaçao.
Om middernacht van 9 op 10 oktober verschoven de landsbevoegdheden van de Nederlandse Antillen naar respectievelijk de bestuurscolleges van Sint Maarten en Curaçao en de Nederlandse regering (voor Caribisch Nederland). Waar op Sint Maarten al voor de ontmanteling begonnen kon worden met de nieuwe invulling van het (al bestaande) ambtenarenapparaat, kon op Curaçao hiermee pas begonnen worden nadat de Nederlandse Antillen opgeheven waren, omdat het oude landsbestuur en het eilandsbestuur op Curaçao samengevoegd moesten worden in het nieuwe landsbestuur van Curaçao.
Daarnaast was op 10 oktober 2010 de screening van de kandidaat-ministers van Curaçao niet geheel afgerond door de Veiligheidsdienst Nederlandse Antillen (VNA) en dus werd er afgesproken dat de onderzoeken zouden worden afgerond door de nieuwe Veiligheidsdienst Curaçao (VDC) nadat de Nederlandse Antillen waren opgeheven en de kandidaat-ministers op hun post zaten. Daarmee ontstond een situatie waarin de zittende ministers gescreend werden door hun eigen ambtenaren. Toen het erop leek dat het onderzoek niet voltooid zou worden, oefende gouverneur Frits Goedgedrag op 26 oktober druk uit op de VDC om het onderzoek toch af te ronden.

## Geen gevolgen na screening
De volgende dag ontsloeg premier Schotte het hoofd van de Veiligheidsdienst Curaçao. Het hoofd van de VDC kreeg daarbij een toegangsverbod opgelegd voor het gebouw van de veiligheidsdienst. Schotte stelde daarop een interim-hoofd aan, maar op 23 november oordeelde het Gerecht in Ambtenarenzaken dat het ontslag onjuist was. Het interim-hoofd van de veiligheidsdienst bood op diezelfde dag nog het eindrapport van de screening aan aan gouverneur Goedgedrag.
Op 6 december meldt premier Schotte aan de Staten van Curaçao dat het screeningsrapport geen nieuwe feiten heeft opgeleverd en dat eventuele (vroegere) misstappen reeds zijn bijgelegd door middel van regelingen met de officiële instanties. Premier Schotte zegt daarover:

Ondanks de onjuiste procedure die gevolgd is bij het verrichten van het onderzoek, is in de resultaten van de VDC nauwelijks meer bekend geworden dan ik al wist aan de hand van de gesprekken die ik als formateur heb gevoerd met de kandidaat-bewindslieden.
— Premier Schotte, 6 december 2010

Ondanks dat de grootste oppositiepartij Partido Antiá Restrukturá (PAR) kritiek heeft op de manier waarop de screening is verlopen, blijft de regeringscoalitie volhouden dat er niets aan de hand is. PAR schreef daarna een brief aan gouverneur Goedgedrag met de vraag om in te grijpen.

## Beschuldigingen van corruptie
In mei 2011 uit de president van de Centrale Bank van Curaçao en Sint Maarten, Emsley Tromp, in navolging van de Vereniging Bedrijfsleven Curaçao (VBC) voorzichtige kritiek op het economische beleid van de Curaçaose regering. Tromp pleit hierbij voor het voeren van een economisch beleid. In dezelfde week doen echter geruchten de ronde in de media op Curaçao over een door Tromp afgesloten lening. Hij zou deze lening van 3 miljoen Antilliaanse Gulden hebben geleend aan een vriendin, maar een deel van het bedrag, ongeveer 400.000 gulden, op een eigen privérekening hebben gezet. Tromp kreeg de persoonlijke lening zonder borg bij Banco di Caribe. De krant Vigilante, die deze lening onthulde, schreef ook dat Tromp geen persoonlijk profijt van deze lening had.

### Trompgate
Tijdens een vergadering op 25 mei 2011 tussen bankdirecteur Tromp, premier Schotte en de ministers El Hakim en Jamaloodin over deze vermoedens verliet Tromp boos de vergadering. Hierna uitte bankdirecteur Tromp beschuldigingen in de media over mogelijke corruptie van premier Schotte, minister El Hakim van Economische Zaken en Ontwikkeling en minister Jamaloodin van Financiën.
Tromp beschuldigde premier Schotte ervan persoonlijke betalingen te verrichten op kosten van het benzinestation Vanddis. Daarnaast beschuldigde Tromp minister El Hakim ervan dat hij een wederdienst voor het verstrekken van bepaalde fiscale faciliteiten voor een onderneming had geëist. El Hakim zou een stuk grond bij en van het Blue Bay Resort eisen in ruil voor het aanbieden van deze fiscale faciliteiten aan het Blue Bay Resort. Daarnaast zou minister Jamaloodin druk hebben gezet op de directie van de Girobank om alle geldtransporten te laten uitvoeren door zijn eigen bedrijf Speedy Security. Girobank zou hierdoor de huisbankier van de Curaçaose overheid zijn geworden. Het openbare ministerie heeft uiteindelijk alle aantijgingen onderzocht, en kwam tot de conclusie dat deze politiek gemotiveerd waren en ongegrond.
Het Handboek voor Aantredende Bewindspersonen voor de Nederlandse ministerraad en de Rijksministerraad schrijft voor dat de bovenstaande handelingen niet gewenst zijn en dat elke schijn van het verrichten van deze handelingen vermeden moet worden.

#### Weerlegging
Nog diezelfde dag belegde premier Schotte een persconferentie, waarin Schotte verklaarde dat de beschuldigingen van bankdirecteur Tromp tegen hem, El Hakim en Jamaloodin ongegrond waren. Ook verklaarde Schotte dat de werkrelatie tussen de Curaçaose regering en de Centrale Bank van Curaçao en Sint Maarten onder druk staat door de uitlatingen van Tromp. De botsing tussen de leden van het kabinet-Schotte en bankdirecteur Tromp werden breed uitgemeten in alle Nederlandstalige media, wereldwijd.

### Commissie-Rosenmöller

#### Verzoek van Curaçao
Op 1 juni 2011 vond er een Rijksministerraad plaats in Den Haag, waarbij naast de gebruikelijke gevolmachtigde ministers ook premier Schotte aanwezig was. In tegenstelling tot de gevolmachtigd ministers hebben overige aanwezige bewindspersonen van Aruba, Curaçao en Sint Maarten geen stemrecht, maar een raadgevende stem. In deze Rijksministerraad werd onder andere de situatie tussen het kabinet van Schotte en de Centrale Bank van Curaçao en Sint Maarten besproken. Tijdens deze bijeenkomst vroeg premier Schotte de Rijksministerraad en minister Donner van Koninkrijksrelaties in het bijzonder om een onderzoek in te stellen naar de integriteit van Tromp en de beschuldiging van de bankdirecteur aan het adres van het kabinet-Schotte. Daarop besloot de Rijksministerraad - in diezelfde vergadering - een onafhankelijke commissie in te stellen, die de situatie op Curaçao ging onderzoeken.
Een week na het besluit van de Rijksministerraad schreef premier Schotte vanuit Willemstad een brief aan minister Donner in Den Haag, waarin hij schreef dat de regering van Curaçao toch afzag van het verzoek om een onderzoek. Minister Donner liet daarop weten niets in het plan van Curaçao te zien om het onderzoek af te blazen en het onderzoek door te zetten. De regering van Curaçao werd daardoor boos en maakte bekend niet mee te willen werken aan het onderzoek.

#### Instelling en onderzoek
Op 8 augustus 2011 werd per Koninklijk Besluit een onderzoekscommissie in het leven geroepen:

Er is een Commissie die tot taak heeft zich op de hoogte te stellen van de oorzaken en ontwikkelingen die hebben geleid tot een situatie waarin de integriteit van publieke functionarissen en het functioneren van belangrijke overheidsinstituties in Curaçao over en weer in opspraak wordt gebracht, en om aanbevelingen te doen omtrent de wijze waarop het aanzien en het gezag van deze instituties kan worden hersteld.
— Staatscourant, Nr. 15210, 17 augustus 2011 (stcrt-2011-15210)

In dit Koninklijk Besluit werd ook aangegeven dat minister Donner en premier Schotte in overleg de leden van de commissie zouden benoemen en dat het rapport van de commissie aangeboden zou worden aan zowel Donner als Schotte.
Donner en Schotte benoemden oud-GroenLinksleider Paul Rosenmöller en Cees Maas, voormalig Thesaurier-generaal van het ministerie van Financiën en oud-topman van de ING Groep, tot leden van de Commissie (van) Onderzoek Curaçao. Rosenmöller werd tot voorzitter benoemd en zodoende draagt de commissie, zoals gebruikelijk, zijn naam: de commissie-Rosenmöller.
De commissie is totaal drie keer op Curaçao geweest. Van 23 tot en met 28 augustus, 7 tot en met 9 september en 28 tot en met 30 september heeft de commissie met ongeveer 40 verschillende mensen gesproken. Deze mensen waren niet alleen publieke vertegenwoordigers, maar ook vertegenwoordigers van het bedrijfsleven, het maatschappelijk veld en religieuze instellingen. Daarnaast werd ook in Nederland gesproken met een (beperkt) aantal vertegenwoordigers, onder wie minister Donner van Binnenlandse Zaken en Koninkrijksrelaties.
Tijdens het ontvangst van Rosenmöller en Maas heeft premier Schotte kenbaar gemaakt dat het voor de commissie niet mogelijk was om met ministers of Statenleden van de coalitiepartijen te praten, omdat zij het niet eens zijn met het onderzoek. Op 19 september is dit door de secretaris-generaal van het ministerie van Algemene Zaken van Curaçao nogmaals bevestigd.
Over de uitvoering van het onderzoek en de gesprekken met de verschillende vertegenwoordigers schrijven Rosenmöller en Maas het volgende:

De onmogelijkheid om met ministers en Statenleden van de coalitiefracties te spreken, stond in schril contrast tot de grote bereidheid die er vanuit alle geledingen in de samenleving viel waar te nemen om met de Commissie te spreken. Die bereidheid heeft de Commissie enorm gewaardeerd. Het gegeven dat de Commissie niet iedereen heeft kunnen spreken die de Commissie wilde spreken heeft echter geen invloed gehad op de onafhankelijkheid van de Commissie en de kwaliteit van de aanbevelingen. [...] De Commissie heeft alle gesprekspartners laten weten dat zij in volstrekte onafhankelijkheid opereert en dat het rapport zal worden aangeboden aan de Minister-President van Curaçao en de Minister van Binnenlandse Zaken en Koninkrijksrelaties van Nederland. De gevoerde gesprekken hebben in alle openheid plaatsgevonden, waarbij de Commissie de gesprekspartners heeft beloofd dat er sprake is en blijft van volstrekte vertrouwelijkheid. Dat is de enige manier om goed inzicht in de genoemde problematiek te krijgen, de juiste informatie te verkrijgen en te komen tot die aanbevelingen die nodig zijn om de integriteit te bevorderen en het vertrouwen te herstellen.
— Rapport Doe Het Zelf, Commissie Onderzoek Curaçao, 30 september 2011

### Gelekt verslag Rijksministerraad
Op 4 oktober 2011 vergadert de Rijksministerraad over het rapport van de commissie-Rosenmöller. Zoals gebruikelijk bij een vergadering van de Rijksministerraad maakten de gevolmachtigde ministers van Aruba, Curaçao en Sint Maarten eigen verslagen voor hun regeringen. Hierin kunnen ze de afzonderlijke standpunten van ministers weergeven, zodat de regeringen hun beleid goed kunnen aanpassen. Dit is niet in strijd met het homogeniteitsbeginsel (weergave van eenheid naar de buitenwereld), omdat de inhoud van de (Rijks)ministerraadsvergadering staatsgeheim is en alle ministers van het Koninkrijk een geheimhoudingsplicht hebben.
Desondanks kregen op 5 oktober (Willemstadse tijd) enige Curaçaose media het verslag in handen, dat gevolmachtigd minister Sheldry Osepa aan premier Gerrit Schotte had gestuurd. Via deze media lekte onder andere uit dat minister Donner van Binnenlandse Zaken en Koninkrijksrelaties bereid zou zijn op basis van artikel 43, lid 2 van het Statuut voor het Koninkrijk der Nederlanden in te grijpen op Curaçao.
De volgende dag maakte Ronald van Raak, Tweede Kamerlid voor de Socialistische Partij, tijdens een debat in de Tweede Kamer bekend dat ook hij via de Curaçaose media het verslag in handen had gekregen. Daarop wilde hij dit verslag in een envelop aanbieden aan Tweede Kamervoorzitter Gerdi Verbeet, maar zij weigerde de envelop aan te nemen, omdat er mogelijk staatsgeheime informatie in zou staan. In hetzelfde debat eiste een meerderheid van de Tweede Kamer dat de regering, de rijksrecherche of de AIVD zou uitzoeken wie het verslag aan de pers gelekt heeft. Daarnaast weigerde Van Raak te zeggen van wie hij het verslag had gekregen. Dit deed hij om zijn bron te beschermen.
Na afloop van de wekelijkse ministerraadsvergadering op vrijdag, welke op 7 oktober (toevallig) tevens de maandelijkse Rijksministerraadsvergadering was, verklaarde vicepremier Verhagen dat het lekken heeft plaatsgevonden in het Curaçaose bestuurscentrum in Willemstad en niet in Den Haag is gebeurd, omdat Curaçaose media als eerste het verslag in handen kregen. Vice-premier Verhagen gaf daarbij aan dat eventueel onderzoek naar het lek niet dient te gebeuren door de Rijksministerraad, de rijksrecherche of de AIVD, maar dat de autoriteiten op Curaçao zelf het heft in handen moeten nemen. Daarbij klonk uit de Nederlandse politiek een algemene oproep aan de Staten van Curaçao en het kabinet-Schotte om het voorval te onderzoeken. Dat is echter tot nu toe niet gebeurd.

## Memo van de VDC
Op 18 oktober berichtten de dagbladen Amigoe, het Antilliaans Dagblad en de NOS over een uitgelekte memo van de Veiligheidsdienst Curaçao. In deze vertrouwelijke memo, die dateert van 27 oktober 2010 - een dag nadat premier Schotte het hoofd van de VDC schorste - wordt uitgelegd dat er zogenaamde "veiligheidsrisico's" kleven aan de benoeming van vijf ministers in het kabinet-Schotte. De memo refereert aan de procedure voor screening van de ministers. In de memo staat ook dat het onderzoek werd ingesteld in opdracht van gouverneur Goedgedrag om de kandidaat-ministers te screenen. Dit is de normale procedure bij het instellen van een screeningsonderzoek. Het toenmalige interim-hoofd van de VDC, oud-gezaghebber Liza Dindial, heeft de VDC-medewerker verzocht deze verdachtmakingen van de informanten te onderbouwen met feiten en bewijzen, hetgeen echter niet gelukt is. Het interim-hoofd heeft besloten de niet-onderbouwde aantijgingen niet mee te nemen in de eindrapportage aan de gouverneur en de formateur.
| Minister              | Partij | Positie                                                                                 | "Veiligheidsrisico's" |
| --------------------- | ------ | --------------------------------------------------------------------------------------- | --- |
| Gerrit Schotte        | MFK    | Minister-president van Curaçao Minister van Algemene Zaken en Buitenlandse Betrekkingen | Onbekende binnenlandse en buitenlandse geldschieters, illegale activiteiten tijdens een eerdere bestuursfunctie (onder andere corruptie), poging tot hinder bij screening van ministers en valsheid in geschrifte. |
| Abdul Nasser El Hakim | MFK    | Minister van Economische Zaken en Ontwikkeling                                          | Indirecte banden met terreurorganisatie Hezbollah en indirecte banden met de Italiaanse maffia. |
| Jacinta Constancia    | MFK    | Minister van Gezondheid, Milieu en Natuur                                               | In 2005 veroordeeld voor valsheid in geschrifte. |
| Charles Cooper        | MAN    | Minister van Verkeer, Vervoer en Ruimtelijke Ontwikkeling                               | Belangenverstrengeling en omkoping van Gerrit Schotte, toen deze eilandgedeputeerde voor Toerisme was. |
| René Rosalia          | PS     | (Voormalig) minister van Onderwijs, Wetenschap, Cultuur en Sport                        | Verduistering, fervent voorstander van het communisme, discriminatie van blanken, voorstander van Black Empowerment.                                                                                               |

Een dag later publiceert dagblad De Telegraaf de gehele memo op haar website. Ook andere Nederlandse media nemen het bericht over.

## Officiële bezoeken
In mei van 2011 werd bekend dat in oktober en november van dat jaar twee officiële bezoeken vanuit Nederland zouden worden afgelegd aan de drie autonome landen binnen het Koninkrijk en de drie gemeenten van Caribisch Nederland. Het eerste bezoek was een bezoek van een aantal fractievoorzitters van de Tweede Kamer, het Nederlandse parlement en het tweede bezoek was van H.M. Koningin Beatrix.

### Tweede Kamer
Van 14 tot en met 23 oktober brachten alle fractievoorzitters van de Tweede Kamer een bezoek aan de eilanden van de voormalige Nederlandse Antillen. PVV-fractievoorzitter Geert Wilders, die niet welkom is op de Antillen wegens zijn standpunten over de eilanden, en SP-fractievoorzitter Emile Roemer, die van mening is dat het bezoek "onnodige geldverspilling" is, gingen echter niet mee.
Op 20 oktober bezocht de delegatie Willemstad, waar zij in Fort Amsterdam spraken met premier Schotte en de Staten van Curaçao. Tijdens de bijeenkomst met de Staten werd duidelijk dat er een groot meningsverschil bestond tussen de Staten en de Nederlandse fractievoorzitters. Deze riepen de Staten namelijk op om een onderzoek in te stellen, terwijl de Staten al voor het bezoek lieten weten niets in een onderzoek te zien. MFK-fractievoorzitter Rozier zei na het verzoek van de Nederlandse Kamerleden dat hij zich niet meer welkom voelde in het Koninkrijk.
Na het gesprek met premier Schotte zei Tweede Kamer-voorzitter Gerdi Verbeet dat de fractievoorzitters een openhartig en constructief gesprek hadden gehad met de premier. Over de verdere inhoud van het gesprek wilde Verbeet echter niets zeggen.
Ook na het bezoek van de fractievoorzitters bleef de Tweede Kamer vinden dat Curaçao zelf de problemen moest oplossen, zonder dat het Koninkrijk ingrijpt.

### Koninklijk bezoek
Tussen 28 oktober en 6 november 2011 brachten H.M. Koningin Beatrix, kroonprins Willem-Alexander en prinses Máxima een officieel bezoek aan het Caribische deel van het Koninkrijk der Nederlanden. Op 1 en 2 november hebben zij Curaçao bezocht. Sommige inwoners van Curaçao hoopten dat het bezoek van de koningin de gemoederen tussen Curaçao en Nederland wat zouden bedaren.

#### Demonstraties
Ondanks de hoge verwachtingen van het bezoek waren er verschillende demonstraties tijdens het koninklijk bezoek. Op 31 oktober, aan de vooravond van het bezoek, vond een grote demonstratie plaats op het Wilhelminaplein in Willemstad, waar ongeveer 1000 mensen protesteerden tegen het kabinet-Schotte. Zij uitten hun onvrede over de regeerstijl en de "sfeer van angst" die de Curaçoase regeringscoalitie zou aanwakkeren. De demonstratie was een initiatief van de nieuw opgerichte burgerorganisatie Kòrsou 40.
De volgende dag, op de eerste dag van het bezoek van koningin Beatrix aan Curaçao, werd door enige tientallen sympasianten van de regeringspartij Pueblo Soberano gedemonstreerd tegen de komst van de koningin en de mogelijke komst van de nieuwe Rijkswet voor het Personenverkeer.

#### Onafhankelijkheidsverklaring
Tijdens het bezoek van de leden van het Koninklijk Huis aan de Staten van Curaçao wilde parlementslid Melvin Crijntje (PS) een eerder door PS-leider Helmin Wiels voorgelezen onafhankelijkheidsverklaring aanbieden aan koningin Beatrix. Helmin Wiels boycotte als enige parlementariër het bezoek van de koningin wegens principiële bezwaren. De koningin kon wegens haar staatkundige positie de onafhankelijkheidsverklaring niet aannemen. De meegereisde minister Piet Hein Donner van Binnenlandse Zaken en Koninkrijksrelaties nam namens de Rijksministerraad kennis van de onafhankelijkheidsverklaring. Op Curaçao barstte een storm van kritiek los op deze PS-actie, omdat bij het referendum in 2005 met betrekking tot de staatkundige hervormingen slechts 4,82 procent van de Curaçaose bevolking voor onafhankelijkheid stemde.

## Hardere Curaçaose retoriek
Naast de kritiek van Curaçao op mogelijke schending van haar autonomie door Nederland bemoeit de Curaçaose politiek zich regelmatig met "discriminerende" kwesties in Nederland en uit zij andere retoriek tegenover Nederland of personen op Curaçao die mogelijk "sympathiseren":
- Bij de Nederlandse asielzaak rondom Mauro Manuel en diens dreigende uitzetting naar Angola, beschuldigde Statenvoorzitter Ivar Asjes Nederland van racisme en betoogde hij dat de jongen wel op Curaçao welkom was.[38][39]
- Gevolmachtigd minister Sheldry Osepa haalde naar aanleiding van arrestaties bij een demonstratie tijdens de intocht van Sinterklaas in Dordrecht in 2011 uit naar Nederland en zei dat het Sinterklaasfeest wegens de Zwarte-Piettraditie racistisch is.[40] Daarnaast beschuldigde hij Nederland ervan om de vrijheid van meningsuiting te beperken door de demonstranten "zonder aanleiding" op te pakken.[40]
- Minister Monk van Bestuur, Planning en Dienstverlening (PS) wilde naar aanleiding van het rapport van de commissie-Rösenmoller een wet opstellen waarmee de 40 mensen, die met de commissie-Rösenmoller gepraat hebben, vervolgd konden worden wegens het meehelpen aan een "Nederlandse staatsgreep".[41] Ook wil hij hiermee oppositiepartij PAR en de "pro-Nederlandse media" op het eiland aanpakken.[41] (zie Affaire-Monk)

### Parlatino
Op 2 december nam Parlatino, het parlement van de Gemeenschap van Latijns-Amerikaanse en Caraïbische Staten, een motie aan waarin zij het landsbestuur van Curaçao steunde in haar strijd voor emancipatie en zelfbeschikking. Ook keurt Parlatino de handelswijze van Nederland in deze politieke crisis af. Parlatino is van mening dat Nederland de politieke situatie op Curaçao minacht en respectloos opereert. Ook vindt het Latijns-Amerikaanse parlement dat Nederland de Curaçaose autonomie schendt door middel van het opleggen van beperkingen in de rijkswetten ten opzichte van de Curaçaose overheidsfinanciën en justitie. Deze resolutie is aangenomen na een initiatief van Ivar Asjes (PS), voorzitter van de Staten van Curaçao.
Een paar dagen nadat Parlatino de resolutie van Statenvoorzitter Asjes had aangenomen, bleek dat Aruba, bij monde van haar eigen Statenvoorzitter en afgevaardigde Paul Croes, een lobby gehouden heeft om de resolutie te voorkomen. PS-leider Helmin Wiels reageerde woedend en op zijn Facebookpagina schreef hij over de Arubaanse premier: "Mike Eman is een landverrader, hij is dom en een lafaard [...] Aruba is onze vijand." Premier Mike Eman van Aruba bood Helmin Wiels daarop aan om hem les "bestuur in des lands belang" te geven. Daarbij zei hij ook dat de retoriek van Wiels' Pueblo Soberano het land Curaçao economisch gezien "geen stap verder helpt".

## Affaire-Monk
Onder leiding van de in Colombia geboren Carlos Monk is de NPA (Lista Niun Paso Atras) op Curaçao mislukt. De NPA behaalde onder zijn leiderschap in de verkiezingen van 2010 maar 336 stemmen, waardoor de partij al haar zetels verloor. Hij stapte daarna over naar de PS.
Carlos Monk kwam regelmatig in het nieuws, onder meer door zijn voorstellen voor gratis onderwijs vanaf de crèche tot en met de universiteit en het verwijderen van de straatverlichting uit de rijke buurten om deze te plaatsen in minder bedeelde wijken.
In juni 2011 verving Monk de PS-minister Lia Willems-Martina als minister van Bestuur, Planning en Dienstverlening. Monk werkte voordien als “implementatiemanager” bij hetzelfde ministerie.
Ook als minister bleef Monk regelmatig het nieuws halen. In de discussies in de Staten bleek hij niet op de hoogte van de relevante wetgeving en het onderdeel van zijn ministerie waarnaar werd verwezen in het regeerprogramma van de coalitie. Ook zou hij – evenals meer ministers - schulden bij nutsbedrijven hebben.
Verraders. Na het onderzoek van de commissie-Rosenmöller gaf Monk af op iedereen die deze commissie had geïnformeerd. Hij wilde een wet die ‘verraders’ en de media moest vervolgen. “Er zijn landen waar je de doodstraf krijgt als je zoiets doet. Niet dat wij de doodstraf willen introduceren, maar wij benadrukken dat dit een kwalijke zaak is.”
Hij noemde enkele van de 40 "verraders" met naam en toenaam, verscheurde demonstratief het rapport van de commissie-Rosenmöller in de Staten en verweet Nederland dat het een staatsgreep voorbereidde. Er ontstond een actiegroep Kòrsou 40 die zich hiertegen te weer stelde, waarop Monk een rechtszaak aanspande tegen de oprichter van Kòrsou 40 omdat deze Amnesty International had geïnformeerd en een galg opstelde. Monk verloor in december 2011 deze rechtszaak.
FARC. Tijdens een bijeenkomst van de PS zei hij: “Ik ben geboren in Colombia en als ik had gewoond in Colombia zou ik lid zijn geweest van de FARC.” (“Nan a laga sa ku mi a nase na Colombia. Mi a nase na Colombia. Si mi ta kere, ku mi lo a keda, aworaki lo mi ta den FARC.”) Dit werd breed gezien als het steunen van een terroristische organisatie in een buurland door een minister. Dat leidde tot grote verontwaardiging op Curaçao. Er werd aangedrongen op excuses. Eerst verklaarde Monk nog dat hij geen excuses zou aanbieden, maar zijn uitspraken voortaan zou verduidelijken. Uiteindelijk kwam Monk twee weken later (december 2011) toch met een rectificatie: “Het woord FARC heeft een verwarring gecreëerd over de betekenis, waarde en gewicht van de afkorting FARC in de context waarin ik mijn uitspraken heb gedaan. Ik geef toe dat ik niet voldoende zorgvuldig ben geweest in mijn formuleringen.”
Harold Daal. Monk meldde in augustus 2011 mondeling aan het diensthoofd van de afdeling Publieke Zaken (Harold Daal) dat deze uit zijn functie was gezet en stelde hem zonder enig overleg - en tegen zijn zin - aan als programmamanager van het project Basisregistratie. Toen hij na protest toch aan het werk ging, werd het diensthoofd uit het pand verwijderd. De rechter gaf het diensthoofd gelijk in zijn bezwaar (januari 2012) “ (...) De manier waarop de minister met Daal in deze zaak is omgesprongen, is voor de rechter dan ook sterk diffamerend. Ook het besluit om hem de toegang tot het gebouw te ontzeggen en hem op te dragen om sleutel en pas in te leveren, draagt hieraan bij.” (Amigoe).
Benoeming. Monk werd van het ministerie van Bestuur, Planning en Dienstverlening verwijderd en werd minister van Onderwijs, Wetenschap, Cultuur en Sport, nadat de PS-minister Lionel Jansen daar vertrok. Net voor zijn vertrek had Monk echter Ardieth Martha-Merien benoemd tot Hoofd van de Dienst van het Vergunningenloket (Bentana di Information). Die zou er met haar nieuwe functie zeven loonschalen op vooruit gaan: “Dat betekent een loonsverhoging van 5000 gulden per maand. Ze zou met terugwerkende kracht per 10-10-10 krijgen uitgekeerd, wat een extraatje van 100.000 gulden inhoudt.” (Amigoe).
Scholen. Als minister van Onderwijs bracht hij de confessionele scholen in problemen door eind april 2012 hun subsidies niet over te maken. De scholen moesten zich in bochten wringen en kosten maken om de salarissen uit te kunnen betalen. De scholen zouden hun jaarverslag te laat hebben ingediend. Dit bleek onjuist en later werd het geld alsnog overgemaakt.